# Lumbatan
Lumbatan is een gemeente in de Filipijnse provincie Lanao del Sur in het noorden van het eiland Mindanao. Bij de laatste census in 2007 had de gemeente ruim 24 duizend inwoners.

## Geografie

### Bestuurlijke indeling
Lumbatan is onderverdeeld in de volgende 21 barangays:
| - Alog - Basayungun - Buad - Bubong Macadar - Budi - Dago-ok - Dalama - Dalipuga - Lalapung - Ligue - Lumbac | - Lumbac Bacayawan - Lunay - Macadar - Madaya - Minanga - Pantar - Penaring - Picotaan - Poblacion - Tambac |

## Demografie
Lumbatan had bij de census van 2007 een inwoneraantal van 24.036 mensen. Dit zijn 6.591 mensen (37,8%) meer dan bij de vorige census van 2000. De gemiddelde jaarlijkse groei komt daarmee uit op 4,52%, hetgeen hoger is dan het landelijk jaarlijks gemiddelde over deze periode (2,04%). Vergeleken met de census van 1995 is het aantal mensen met 8.933 (59,1%) toegenomen.

De bevolkingsdichtheid van Lumbatan was ten tijde van de laatste census, met 24.036 inwoners op 158,39 km², 151,8 mensen per km².